# 小磯修二
小磯 修二（こいそ しゅうじ、1948年（昭和23年） - ）は、日本の北海道開発庁官僚。北海道開発庁企画調整官や、北海道開発局開発計画課長を経て退官後、釧路公立大学学長に就任。退任後、北海道観光振興機構会長を務めた。

## 経歴
大阪府大阪市出身。1972年京都大学法学部卒業。同年、北海道開発庁(現国土交通省北海道局)入庁。1989年同開発企画官。1990年北海道開発庁に新設された国際室長に就任。同官房計画官。同企画調整官、北海道開発局開発計画課長を経て、1999年6月に釧路公立大学地域経済研究センター長に就任。2008年4月より学長に就任し、2012年に釧路公立大学を退官。
2012年4月より北海道大学大学院公共政策学連携研究部附属公共政策学研究センター特任教授を務めたのち、2017年一般社団法人地域研究工房代表理事。札幌学院大学大学院地域社会マネジメント研究科客員講師（~2020年）。北海道大学公共政策学研究センター研究員。
2020年北海道大学公共政策大学院客員教授（~2024年）。2020年北海道観光振興機構会長に就任。
2022年北海道観光振興機構会長退任。
2023年北海道文教大学地域創造研究センター長。
国土庁出向時には日本の国土計画立案の第一人者下河辺淳から指導を受けた。地域政策研究の分野において内外の研究者、行政官、民間人を機動的に集め実践的に地域課題に応える研究プロジェクトを展開。また、中央アジア地域等で地域開発分野での国際貢献活動にも従事。
このほか、北海道観光審議会会長、北海道市町村合併推進審議会会長、釧路川流域委員会委員長、財団法人日本交通公社専門委員等を務めた。

## 主著
- 『戦後北海道開発金融システムの形成過程 : 開発の軌跡』（北海道開発協会、2005年）
- 『地域自立の産業政策―地方発ベンチャー・カムイの挑戦』（イマジン出版、2007年）
- 『戦後北海道開発の軌跡 : 対談と年表でふりかえる開発政策』（共編、北海道開発協会、2007年）
- 『持続可能な地域開発政策のあり方についての研究 : 地域資源を活かし、環境との共生を図りながら次世代につなぐ地域再生、まちづくり、産業創出に取り組んでいる国内外の事例を中心に』（北海道開発協会、2008年）
- 『地方創生を超えて――これからの地域政策』(共著、岩波書店、2018年)
- 『地方の論理』(岩波新書、2020年)